# Racotis discistigmaria
Racotis discistigmaria là một loài bướm đêm trong họ Geometridae.